# Ligne Belgrano Norte
La ligne Belgrano Norte à Buenos Aires, capitale de l'Argentine est une ligne de transport de passagers qui draine une partie de la banlieue nord de la cité.
Elle nait dans la gare terminale du chemin de fer General Manuel Belgrano, l'une des trois gares juxtaposées qui constituent ce que l'on appelle l'Estación Retiro, dans le quartier de Retiro. Elle offre là une correspondance avec la ligne.
L'écartement des rails est métrique (1 000 millimètres).
La ligne est concédée à l'opérateur Ferrovías S.A.
La ligne compte approximativement 54 kilomètres et 22 stations.

## Fréquentation
Durant les années 1993-1999, la fréquentation de la ligne avait énormément progressé, mais avec la crise des années 2000-2003, le nombre de passagers baissa entre 2000 et 2002. En 2003 et 2004, grâce à la sortie de crise et au début de boom économique, le nombre de passagers se redressait rapidement, atteignant dès 2004 son sommet de l'année 2000
- 1993 : 11 806 000
- 2000 : 36 552 000
- 2002 : 29 323 000
- 2003 : 34 800 000
- 2004 : 28 415 000 pour les 9 premiers mois (soit plus ou moins 36 000 000 pour toute l'année)

## Photographies

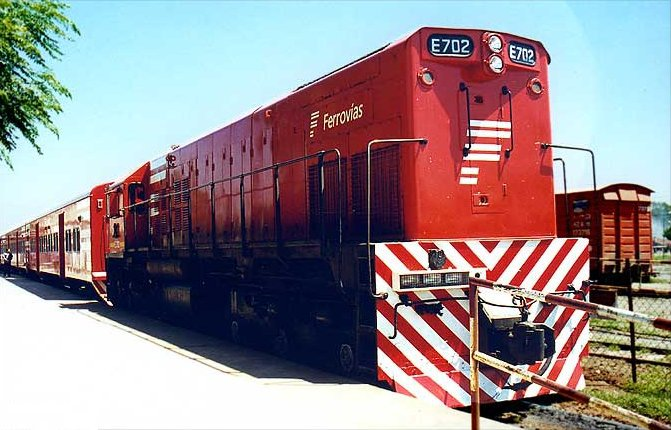
Train de la ligne Belgrano Norte à la station de Villa Rosa.
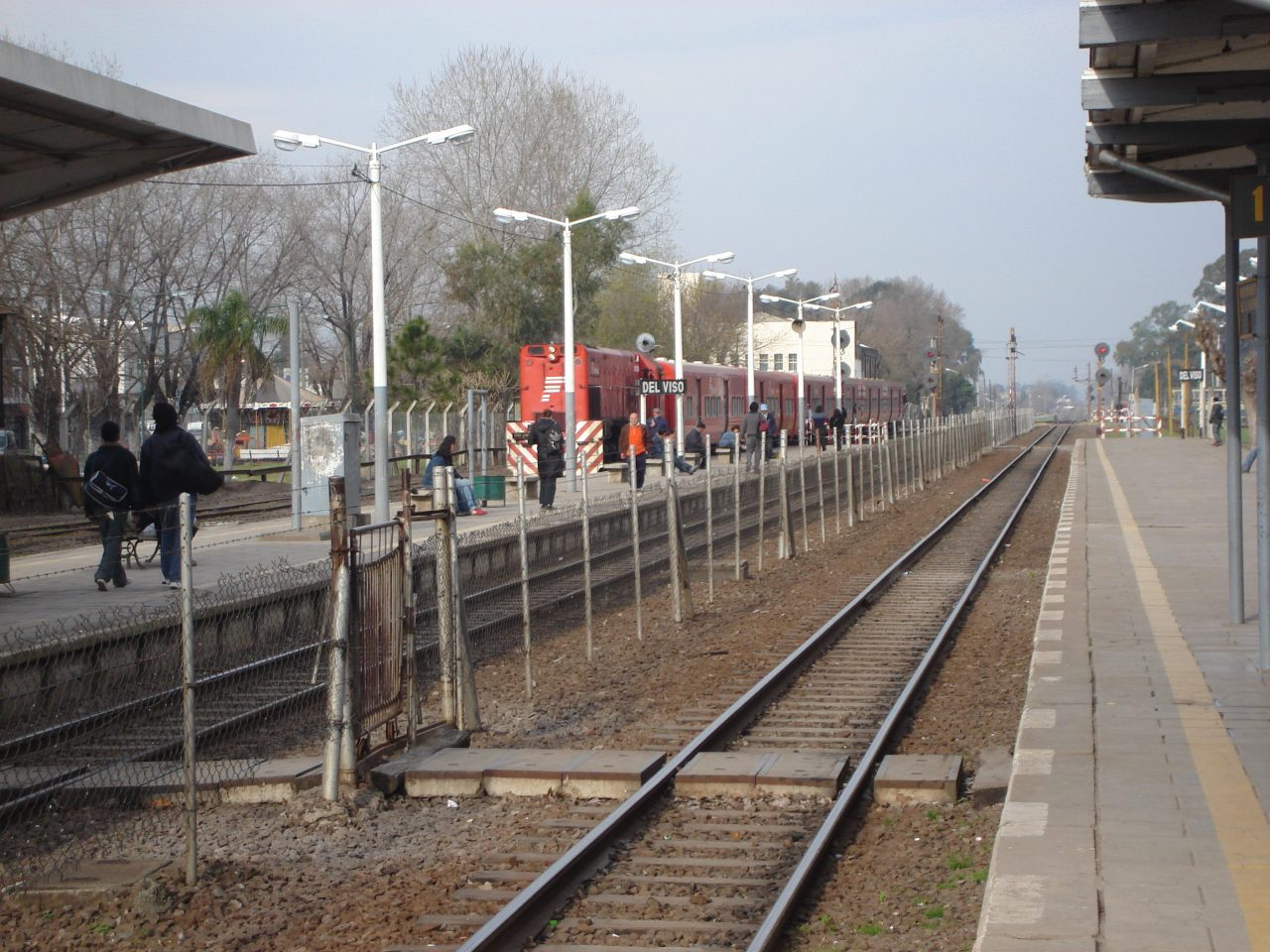
Formation entrant à la gare de Del Viso.
Ligne C du métro de Buenos Aires.